# Goiânia Esporte Clube
Il Goiânia Esporte Clube, noto anche semplicemente come Goiânia, è una società calcistica brasiliana con sede nella città di Goiânia, capitale dello stato del Goiás.

## Storia
Il Goiânia Esporte Clube è stato fondato il 5 luglio 1938, ed è il club più antico dello stato del Goiás. Il club ha vinto il Campionato Goiano quattordici volte. Tuttavia, dopo che è stato inaugurato lo Stadio Serra Dourada, il Goiânia non è più riuscito a vincere il campionato statale. Ha vinto la Copa Brasil Central nel 1967, e il Campeonato Goiano Segunda Divisão nel 1998 e nel 2006.
Il club ha partecipato per la prima volta al Campeonato Brasileiro Série A nel 1975, dove è stato eliminato al primo turno. Nel 1976, è stato di nuovo eliminato al primo turno, venne eliminato alla prima fase anche nel 1977, e nel 1979. Il Goiânia ha partecipato alla Copa João Havelange nel 2000, dove è stato eliminato al primo turno del "Modulo Bianco".
Il Goiânia ha partecipato due volte alla Coppa del Brasile. La prima volta è stato nel 1991, dove è stato eliminato ai sedicesimi di finale dal Fluminense de Feira. La seconda volta è stato nel 2001, dove ha eliminato al primo turno l'América-MG, ma venne eliminato ai sedicesimi di finale dal Corinthians.

## Palmarès

### Competizioni regionali
- Copa Brasil Central: 1

1967

### Competizioni statali
- Campionato Goiano: 14

1945, 1946, 1948, 1950, 1951, 1952, 1953, 1954, 1956, 1958, 1959, 1960, 1968, 1974
- Campeonato Goiano Segunda Divisão: 2

1998, 2006

### Altri piazzamenti
- Campionato Goiano:

Secondo posto: 1944, 1947, 1949, 1955, 1957, 1970, 1975, 1976, 1977, 1984, 1990